# Samuel Reshevsky
Samuel Herman Reshevsky (Szmul Rzeszewski) (Ozorków kod Łódźa, 26. studenoga 1911. – New York, 4. travnja 1992.), američki je šahist iz obitelji poljskih ortodoksnih Židova. Bio je šahovskim čudom od djeteta te poslije vodeći američki šahovski velemajstor. Bio je računovođa po profesiji.
Šah je proigrao s četiri godine, a s osam je godina lagano pobjeđivao dokazane šahiste te igrao simultanke. Nakon godine dana, 1920. godine roditelji su mu odselili u SAD. 
Bio je redovni kandidat za svjetskog prvaka u šahu od polovice 1930-ih do polovice 1960-ih. Dijelio je treće mjesto na svjetskom prvenstvu 1948. i dijelio je drugo mjesto na kandidatskom turniru  1953. godine. Sedmerostruki je prvak SAD-a u šahu. 